# Кадрове забезпечення
Ка́дрове забезпе́чення — комплекс дій, направлених на пошук, оцінку і встановлення заздалегідь передбачених стосунків з робочою силою як в самій компанії для подальшого просування по кар'єрній драбині, так і поза її межами для нового найму тимчасових або постійних робітників.
Після закінчення контрактних договорів або в разі невідповідності вимогам компанії, функції кадрового забезпечення також включають звільнення. У сучасному бізнесі талановиті працівники особливо важливі для досягнення паритету і переваги над конкурентами.